# Washington County (Arkansas)
Washington County je okres ve státě Arkansas ve Spojených státech amerických. K roku 2010 zde žilo 203 065 obyvatel. Správním městem okresu je Fayetteville. Celková rozloha okresu činí 2 476 km². Pojmenován byl podle prezidenta George Washingtona.